# Svezia ai Giochi della X Olimpiade
La Svezia partecipò ai Giochi della X Olimpiade, svoltisi a Los Angeles, Stati Uniti, dal 30 luglio al 14 agosto 1932, con una delegazione di 81 atleti impegnati in dodici discipline.

## Medagliere

### Per discipline
| Sport              | Oro | Argento | Bronzo | Totale |
| ------------------ | --- | ------- | ------ | ------ |
| Lotta greco-romana | 4   | 0       | 1      | 5      |
| Lotta libera       | 2   | 1       | 2      | 5      |
| Pentathlon moderno | 1   | 1       | 0      | 2      |
| Vela               | 1   | 0       | 1      | 2      |
| Tiro               | 1   | 0       | 0      | 1      |
| Equitazione        | 0   | 1       | 2      | 3      |
| Pugilato           | 0   | 1       | 1      | 2      |
| Atletica leggera   | 0   | 1       | 0      | 1      |
| Ciclismo           | 0   | 0       | 2      | 2      |
| Totale             | 9   | 5       | 9      | 23     |

### Medaglie
| Medaglia | Atleta                                                | Sport              | Evento                        |
| -------- | ----------------------------------------------------- | ------------------ | ----------------------------- |
| Oro      | Erik Malmberg                                         | Lotta greco-romana | Pesi leggeri                  |
| Oro      | Ivar Johansson                                        | Lotta greco-romana | Pesi welter                   |
| Oro      | Rudolf Svensson                                       | Lotta greco-romana | Pesi medio-massimi            |
| Oro      | Carl Westergren                                       | Lotta greco-romana | Pesi massimi                  |
| Oro      | Ivar Johansson                                        | Lotta libera       | Pesi medi                     |
| Oro      | Johan Richthoff                                       | Lotta libera       | Pesi massimi                  |
| Oro      | Johan Oxenstierna                                     | Pentathlon moderno | Maschile                      |
| Oro      | Bertil Rönnmark                                       | Tiro               | Carabina 50 metri a terra     |
| Oro      | Martin Hindorff Olle Åkerlund Tore Holm Åke Bergqvist | Vela               | 6 metri                       |
| Argento  | Eric Svensson                                         | Atletica leggera   | Salto triplo                  |
| Argento  | Thomas Byström Gustaf Boltenstern Bertil Sandström    | Equitazione        | Dressage a squadre            |
| Argento  | Thure Sjöstedt                                        | Lotta libera       | Pesi medio-massimi            |
| Argento  | Bo Lindman                                            | Pentathlon moderno | Maschile                      |
| Argento  | Thure Ahlqvist                                        | Pugilato           | Pesi leggeri                  |
| Bronzo   | Bernhard Britz                                        | Ciclismo           | Corsa individuale             |
| Bronzo   | Bernhard Britz Sven Höglund Arne Berg                 | Ciclismo           | Corsa a squadre               |
| Bronzo   | Clarence von Rosen                                    | Equitazione        | Salto ostacoli individuale    |
| Bronzo   | Clarence von Rosen                                    | Equitazione        | Concorso completo individuale |
| Bronzo   | Axel Cadier                                           | Lotta greco-romana | Pesi medi                     |
| Bronzo   | Einar Karlsson                                        | Lotta libera       | Pesi piuma                    |
| Bronzo   | Gustaf Klarén                                         | Lotta libera       | Pesi leggeri                  |
| Bronzo   | Allan Carlsson                                        | Pugilato           | Pesi piuma                    |
| Bronzo   | Daniel Sundén-Cullberg Gunnar Asther                  | Vela               | Star                          |